# Heliothryx auritus
Heliothryx auritus là một loài chim trong họ Chim ruồi.

## Phân loài
- Heliothryx auritus auriculatus (Nordmann, 1835)
- Heliothryx auritus auritus (Gmelin, 1788)
- Heliothryx auritus phainolaemus Gould, 1855